# Гюленсу
„Гюленсу“ (на турски: Gülensu) е квартал, разположен в район „Малтепе“ в Истанбул, Турция. Намира се в анадолската част на града и граничи с кварталите „Зюмрютевлер“ на север и запад, „Есенкент“ и „Бююкбакалкьой“ на изток и „Гюлсую“ на юг.